# Furcilarnaca
Furcilarnaca is een geslacht van rechtvleugeligen uit de familie Gryllacrididae. De wetenschappelijke naam van dit geslacht is voor het eerst geldig gepubliceerd in 2004 door Gorochov.

## Soorten
Het geslacht Furcilarnaca omvat de volgende soorten:
- Furcilarnaca armata Bey-Bienko, 1957
- Furcilarnaca belokobylskyi Gorochov, 2004
- Furcilarnaca beybienkoi Gorochov, 2004
- Furcilarnaca chirurga Bey-Bienko, 1962
- Furcilarnaca forceps Bey-Bienko, 1962
- Furcilarnaca huangi Gorochov, 2004
- Furcilarnaca superfurca Gorochov, 2004